# Sage Stallone
Sage Stallone, né le 5 mai 1976 à Los Angeles et mort le 13 juillet 2012 à Studio City (quartier de la même ville), est le fils de l'acteur Sylvester Stallone et de Sasha Czack. Il était acteur, producteur et scénariste de cinéma.

## Biographie

### Jeunesse
Sage Stallone est né à Los Angeles en Californie. Il est le fils ainé de Sasha Czack et Sylvester Stallone. Il est le frère de Seargeoh Stallone, le demi-frère de Sistine, Sophia et Scarlet Stallone. Il vient d'une famille du show-business. Son oncle est l'acteur et chanteur Frank Stallone, sa grand-mère est Jackie Stallone. Jennifer Flavin est sa belle-mère. Son parrain était l'acteur Joe Spinell. Sage a des ancêtres italiens, français et russes d'ascendance juive du côté de son père.

### Carrière
Sage Stallone commence sa carrière d'acteur en 1990 où il joue le fils de Rocky dans Rocky 5. Il fait rapidement part de son souhait de devenir réalisateur. Il poursuit sa carrière d'acteur dans un thriller The Evil Inside en 1993. 
Son père Sylvester Stallone fait appel à lui dans Daylight en 1996, où il joue le rôle de Vincent. Ensuite, puis divers petits rôles comme dans American Hero en 1997.
Il fait ensuite une apparition dans Reflections of Evil en 2002 ainsi qu'un film d'horreur The Manson Family l'année suivante.
En 2005, il concrétisera enfin son rêve en écrivant et réalisant son premier film, Vic, un court-métrage de trente minutes.
La même année, il jouera un des rôles principaux dans un nouveau film d'horreur : Chaos (The House in The Middle of Nowhere). Il joue dans un premier film, une comédie romantique intitulée Oliviero Rising, dans le rôle d'un médecin. 
Ensuite, il tourne encore un film d'horreur, Moscow Zero, avec Val Kilmer et Vincent Gallo.
Il est le fondateur de Grindhouse Releasing, une société basée à Los Angeles, consacrée à la restauration et à la conservation des films d'exploitation de qualité. 
Sa société a par exemple restauré un film d'horreur de 1979 Cannibal Holocaust.
Sa carrière cinématographique est dirigée vers les séries B. Il a tout de même réussi à se faire un nom dans le milieu des films d'horreur. Il ne participera pas au tournage de Rocky Balboa car il était trop occupé avec la gestion de sa société.

### Mort
Sage Stallone est retrouvé mort le 13 juillet 2012 dans sa maison d'Hollywood. Contrairement aux premières rumeurs qui avaient évoqué une overdose, la cause serait une défaillance cardiaque (athérosclérose coronaire), naturelle bien que sans doute aggravée par sa consommation de cigarettes. Lors de l'autopsie, des traces de Vicodin, un analgésique morphinique, ont été retrouvées dans son organisme.
Sage Stallone est inhumé au cimetière Westwood Memorial Park de Los Angeles.

## Filmographie

### Acteur
- 1990 : Rocky V : Rocky Jr Balboa
- 1992 : The Evil Inside
- 1996 : Daylight : Vincent
- 1997 : American Hero de Jeff Burr : Price
- 2002 : Reflections of Evil (es) : Dan August
- 2003 : The Manson Family (en) : Jay Sebring (voix)
- 2005 : Chaos (en) : Swan
- 2006 : Vic (en) : Doc (court-métrage)
- 2006 : Moscow Zero : Varricks
- 2007 : Oliviero Rising (it) : Dr Stephens
- 2010 : Promises Written in Water : The Mafioso
- 2010 : The Agent (en) : Ari Sheinwold (court-métrage)
- 2015 : Creed : L'Héritage de Rocky Balboa : Robert Balboa (image d'archive)

### Réalisateur
- 2005 : Alan Yates (coréalisé et coproduit)
- 2006 : Vic (en) (aussi scénariste)

### Producteur délégué
- 2010 : Gone with the Pope